# 패스트 볼 (실책)
투수가 던진 공을 포수가 충분히 포구할 수 있었는데도 불구하고 공을 놓쳐서(특히 미트에 맞고 빠지는 경우) 주자 또는 타자(낫아웃 상황)가 진루하게 될 때 포수에게 패스트 볼(Passed ball)이 기록된다. 이는 폭투 (wild pitch)와는 차이가 있는데, 폭투는 투수 책임이고, 패스트 볼은 포수 책임이다.
패스트 볼과 폭투는 수비(fielding)라기 보다는 피칭(pitching) 관점으로 보기 때문에  error(실책)로 기록되지 않고 별도 통계로 관리된다.  패스트 볼은 투수의 자책점(earned run)으로 기록되지 않지만 폭투로 인한 실점은 자책점이다.
투수가 공을 투구(딜리버리)하기 전에 주자가 스타트를 하지 않았다면 패스트 볼로 인한 진루는 도루(stolen base)로 인정되지 않는다.
간혹 패스트 볼을 국내에서는 한자어인 포일(捕逸)이라고도 부른다.

## 같이 보기
- 폭투
- 악송구